# Ms. Marvel (televíziós sorozat)
A Ms. Marvel 2022-es amerikai szuperhős sorozat, amelyet Bisha K. Ali készített a Disney+ streaming szolgáltatás számára. Ali a sorozat írójaként is szolgál, a rendezői csapatot pedig Adil El Arbi és Bilall Fallah vezetik. A főbb szerepekben Iman Vellani, Aramis Knight, Saagar Shaikh, Rish Shah, Zenobia Shroff, Mohan Kapur és Matt Lintz látható.
A 6 részesre tervezett műsor premierje Amerikában a Disney+-on volt 2022. június 8-án, míg Magyarországon 2022. június 14-én.
Ez a Marvel-moziuniverzum sorozat világának hetedik tagja és a 4. fázis része, valamint felvezetője a 2023-as Marvelek című filmnek, amelyben Kamala szintén feltűnik Carol Danvers és Monica Rambeau mellett.

## Cselekmény
Kamala Khan a Bosszúállók rajongója, különösen Marvel kapitányé. Ő is szuperhős akar lenni, azonban a lánynak nincs semmi szuperereje. De egy nap ez megváltozik és szupererőre tesz szert.

## Szereplők

### Főszereplők
| Szereplő                 | Színész          | Magyar hang    | Leírás |
| ------------------------ | ---------------- | -------------- | --- |
| Kamala Khan / Ms. Marvel | Iman Vellani     | Mayer Szonja   | Egy 16 éves pakisztáni-amerikai gimnazista Jersey City-ből, Carol Danvers rajongó, aki fanfiction történeteket ír, különösen Marvel kapitányról, majd a Nega-Bands segítségével kozmikus képességekre tesz szert. |
| Bruno Carrelli           | Matt Lintz       | Miller Dávid   | Kamala legjobb barátja, aki műszaki zseni. |
| Nakia Bahadir            | Yasmeen Fletcher | Széles Flóra   | Kamala közeli barátja, a mecset igazgatótanács tagja. |
| Muneeba Khan             | Zenobia Shroff   | Tóth Enikő     | Kamala anyja és Yusuf felesége |
| Yusuf Khan               | Mohan Kapur      | Schnell Ádám   | Kamala apja és Muneeba férje |
| Amir Khan                | Saagar Shaikh    | Stern Dániel   | Kamala bátyja és Tyesha férje |
| Zoe Zimmer               | Laurel Marsden   | Kereki Anna    | Egy nagyon népszerű lány Kamala iskolájában. |
| Najaf                    | Azhar Usman      | Potocsny Andor | Halal élelmiszerárus, aki ismeri Kamalát |
| Kamran                   | Rish Shah        | Kenéz Ágoston  | Egy srác, akibe Kamala szerelmes |
| P. Cleary                | Arian Moayed     | Pál Tamás      | A Kárelhárítási Hivatal emberei, aki Kamala ügyében nyomoznak |
| Sadie Deever             | Alysia Reiner    | Létay Dóra     | A Kárelhárítási Hivatal emberei, aki Kamala ügyében nyomoznak |
| Abdullah sejk            | Laith Nakli      | Sipos Imre     | Imám |
| Najma                    | Nimra Bucha      | Détár Enikő    | Kamran anyja, dzsinn, aki a titkos emberek vezetője, megpróbál visszatérni otthoni dimenziójukba, a Noorba, miután száműzték a Földre                                                                             |
| Tyesha Hillman           | Travina Springer |                | Amir felesége |
| Fariha                   | Adaku Ononogbo   |                | A titkos emberek tagja, aki lándzsát forgat |
| Sana                     | Samina Ahmad     | Tímár Éva      | Kamala nagyanyja |
| Hasan                    | Fawad Khan       |                | Kamala dédapja |
| Aisha                    | Mehwish Hayat    | Pataki Szilvia | Kamala dédanyja, a karperec eredeti viselője |
| Waleed                   | Farhan Akhtar    | Bozsó Péter    | A Vörös Tőrök vezetője, akik vörös kendőt viselnek, és dobókéseik vannak |
| Karem                    | Aramis Knight    | Jéger Zsombor  | A Vörös Tőrök tagja |

### Mellékszereplők
| Szereplő                        | Színész         | Magyar hang    | Leírás                                                                              |
| ------------------------------- | --------------- | -------------- | ----------------------------------------------------------------------------------- |
| Gabe Wilson                     | Jordan Firstman | Hamvas Dániel  | Kamala iskolájában tanácsadó                                                        |
| Carol Danvers / Marvel Kapitány | Brie Larson     | Mórocz Adrienn | Bosszúálló és ex-pilóta, aki egy baleset során emberfeletti képességekre tesz szert |

### Magyar változat
- Magyar szöveg: Gáspár Bence
- Szakértő: Aradi Gergely
- Hangmérnök: Cs. Németh Bálint
- Vágó: Sári-Szemerédi Gabriella
- Gyártásvezető: Kincses Tamás
- Szinkronrendező: Tabák Kata
- Produkciós vezető: Hagen Péter
- Művészeti vezető: Maciej Eyman
- Keverőstúdió: Shepperton International

A szinkront a Mafilm Audio Kft. készítette.

## Epizódok
| Sor. | Év. | Cím                                    | Rendező                       | Író                                                                                    | Premier                          |
| --- | --- | -------------------------------------- | ----------------------------- | -------------------------------------------------------------------------------------- | -------------------------------- |
| 1. | 1.  | Útkeresés (Generation Why)             | Adil El Arbi és Bilall Fallah | Bisha K. Ali                                                                           | 2022. június 8. 2022. június 14. |
| Kamala Khan egy 16 éves középiskolás lány, aki rajong a Bosszúállókért, különösen Marvel Kapitányért. Miután megbukott a vezetési vizsgán és találkozik Gabe Wilson iskolai tanácsadóval, Kamala és legjobb barátja, Bruno Carrelli befejezi Marvel Kapitány cosplay-jet a BosszúállókConra, miközben elkerüli szigorú szüleit, Yusufot és Muneebát. Kamala egy csomagot kap a nagyanyjától, Sanától, köztük egy arany karperecet, de Muneeba szemétnek tekinti. Miután nem sikerült meggyőznie a szüleit, hogy engedjék el az BosszúállókConra, Kamala mégis elszökik Brunóval, hogy részt vegyen rajta és a karperecet a cosplay részeként elviszi magával. Miután odaér felöltözik és felveszi a karperecet. A karperec hatására kozmikus energiából álló szerkezeteket vetít ki, amelyek véletlenül pusztítást okoznak. A káosz közepette Kamala arra használja erejét, hogy megmentse osztálytársát, Zoe Zimmert. Bruno hazasiet Kamalával, ahol a kétségbeesett Muneeba könyörög neki, hogy a saját életére koncentráljon. A stáblista közepén közepén a Kárelhárítási Hivatal ügynökei, P. Cleary és Sadie Deever megnéznek egy videót Kamala BosszúállókConon történt incidenséről, és New Jerseybe indulnak, hogy megtalálják és őrizetbe vegyék.                                                         |     |                                        |                               |                                                                                        |                                  |
| 2. | 2.  | Paff (Crushed)                         | Meera Menon                   | Kate Gritmon                                                                           | 2022. június 15.                 |
| Kamala elkezdi gyakorolni az ereje irányítását Brunóval, aki arra következtet, hogy a karperec aktiválta a saját szuperképességeit. Kamala, Bruno és Nakia Bahadir részt vesznek egy Zimmer által szervezett partin, ahol megismerkednek az új végzős diákkal, Kamrannal. Kamala összebarátkozik Kamrannal, de Bruno csalódott lesz, amikor a lány az edzés helyett inkább Kamrannal tölti az idejét. Miután látomást lát egy titokzatos nőről, Kamala megkérdezi Sanát és Muneebát a dédanyjáról, Aisharól, a karperec eredeti tulajdonosáról, de mindketten elutasítják őt. Yusuf elmondja, hogy a fiatal Sana az India felosztása idején eltévedt, de rejtélyes módon újra megtalálta az apját. Miután kihallgatják Zimmert a megmentőjéről, Cleary és Deever elrendelik a három állam területének átfésülését, célba véve a dél-ázsiai közösségeket. Az Eid-ünnepségen egy fiatal fiú lecsúszik a mecset erkélyéről és majdnem lezuhan, mielőtt Kamala megmenti őt az erejével. Kamalát a Deever vezette Kárelhárítási Hivatal ügynökei üldözik, de Kamran megmenti, aki bemutatja neki az anyját, Najmát, a nőt Kamala látomásából. |     |                                        |                               |                                                                                        |                                  |
| 3. | 3.  | Sors (Destined)                        | Meera Menon                   | Tévéjáték: Freddy Syborn and A. C. Bradley és Matthew Chauncey Történet: Freddy Syborn | 2022. június 22.                 |
| Najma elmagyarázza, hogy ő és Kamran a Noor dimenzióból száműzött, Dzsinn néven ismert öt felfokozott lényből álló csoport tagja és hogy Aisha is közéjük tartozott. Azt is elárulja, hogy a karperec talán segíthet nekik visszatérni és Kamala segítségét kéri. Kamala beleegyezik, de Bruno figyelmezteti, hogy az interdimenzionális utazás veszélyes lehet, ezért több időt kér Kamrantól, hogy megbizonyosodjon arról, hogy biztonságosan meg tudják csinálni. Kamran beleegyezik, de a türelmetlen Najma úgy dönt, hogy kényszeríti Kamalát, hogy segítsen nekik. Kamala bátyja, Aamir feleségül veszi menyasszonyát, Tyeshát, de Kamran meghiúsítja az esküvőt, hogy figyelmeztesse Kamalát, mielőtt a többi dzsinn megérkezik. Kamalát, Brunót és Kamrant legyőzik a titkos emberek , miközben Najma megpróbálja használni a karperecet, ami egy vonat látomását váltja ki. A Kárelhárítási Hivatal ügynökei megérkeznek, és elfogják a titkos embereket, köztük Kamrant is. Miközben Kamala elmenekül, Nakia látja, hogy Kamala használja az erejét. Sana kapcsolatba lép Kamalával, és elárulja, hogy ő is látta a látomást a vonatról, és ragaszkodik hozzá, hogy Kamala és Muneeba látogassa meg őt Karacsiban.                                                                                       |     |                                        |                               |                                                                                        |                                  |
| 4. | 4.  | Vörös posztó (Seeing Red)              | Sharmeen Obaid-Chinoy         | Tévéjáték: Sabir Pirzada and A. C. Bradley és Matthew Chauncey Történet: Sabir Pirzada | 2022. június 29.                 |
| Kamala és Muneeba Karacsiba utaznak és újra találkoznak Sanaval, aki később elárulja Kamalának, hogy a karperec a vonat látomásán keresztül próbál üzenetet közvetíteni. Másnap az álarcos Kamala a vasútállomásra megy, hogy utánajárjon, de megtámadja Kareem, a Vörös Tőrök önbíráskodó csoport tagja, aki kezdetben összetéveszti őt a titkosrendőrök egyikével. Kareem elviszi Kamalát a Vörös Tőrök rejtekhelyére, ahol Kamala megtudja a vezetőjüktől, Waleedtől, hogy a Homály klán megpróbálják áttörni a Noor Fátylát, amely elválasztja a Noor dimenziót az emberi világtól, hogy terjeszkedjenek és átvegyék a hatalmat. A Homály klán megszökik a Kárelhárítási Hivatal börtönéből, de Najma elhagyja Kamrant az árulása miatt. Kamala elkezd edzeni a Vörös Tőrökkel, hogy elsajátítsa az erejét, de a Homály klán megzavarja őket. Üldözés kezdődik, amelynek során Waleed megöli az egyik Homálytagot, mielőtt Najma viszont megöli őt. Miközben Kamala és Kareem elhárítja a őket, Kareem megöli egyiküket, Najma pedig véletlenül leszúrja a karperecet, amivel Kamala visszarepül az időben a felosztás idejébe. |     |                                        |                               |                                                                                        |                                  |
| 5. | 5.  | Múlt, idő (Time and Again)             | Sharmeen Obaid-Chinoy         | Fatimah Asghar                                                                         | 2022. július 6.                  |
| 1942, Brit India, Aisha egy faluban keres menedéket, ahol Hasan, egy indiai függetlenségi aktivista ételt és menedéket kínál neki. Szerelembe esnek, és gyermekük születik, Sana. Öt évvel később Najma megtalálja Aishát, és megparancsolja neki, hogy szerezze vissza a karperecet. Aisha otthagyja Sananál, és megpróbál családjával az új Pakisztánba menekülni, de Najma megtalálja és leszúrja. Haszan és Sana a káoszban elválik egymástól. Kamala képes kapcsolatba lépni Aishával, aki arra kéri, hogy vezesse Sanat, mielőtt meghal. Megidézve a csillagok kivetítését, hogy elvezesse Sanat az apjához, Kamala rájön, hogy ő volt az, aki újra összehozta őket. Visszatérve a jelenbe, rájön, hogy Najma csapása megnyitotta Noor Fátylát, de az elpárologtat mindenkit, aki kapcsolatba lép vele. Najma átadja erejét Kamranra, mielőtt feláldozná magát, hogy lezárja a Fátylat. Sana és Muneeba megtalálja Kamalát, és utóbbi elfogadja lánya erejét. Eközben Kamran Brunónál keres menedéket. Miután a Kárelhárítási Hivatal drónja megtámadja, Kamran elpusztítja azt, de az ezt követő robbanás megsemmisíti az alattuk lévő üzletet. |     |                                        |                               |                                                                                        |                                  |
| 6. | 6.  | Nincs olyan, hogy normális (No Normal) | Adil El Arbi és Bilall Fallah | Tévéjáték: Will Dunn and A. C. Bradley és Matthew Chauncey Történet: Will Dunn         | 2022. július 13.                 |
| Brunonak és Kamrannak sikerül elmenekülni a Kárelhárítási Hivatal elől és Deever az egész városra kiterjedő lezárást rendel el, hogy megtalálják őket. Kamala álruhát készít az anyjától kapott ajándék és egy Bruno által készített maszk segítségével, majd újra találkozik Brunóval és Kamrannal. Nakia, Aamir és Zimmer segítségével a csoport feltartóztatja a Kárelhárítási Hivatal ügynökeit. Cleary visszavonulást rendel el, de Deever figyelmen kívül hagyja, és az ügynökök megrohamozzák az iskolát, ahol Kamala és barátai rejtőzködnek. Az ügynökök mindenkit letartóztatnak, kivéve Kamalát és Kamrant, aki szembeszáll Deeverrel. Megtámadja őt, de Kamala visszaveri az ügynököket, és lehetővé teszi, hogy az összes barátja elmeneküljön. Deever elmenekül, és később Cleary felmenti a szolgálat alól. Kamala szeretett figurává válik a közösségében, és felveszi a "Ms. Marvel" szuperhősnevet, miután az apja elmagyarázza, hogy a neve "csodát" jelent. Kamran Pakisztánba menekül, és találkozik Kareemmel, ahogy azt Kamala elintézte. Bruno később elmondja Kamalának, hogy egy olyan genetikai mutációval rendelkezik, ami a családja többi tagjának hiányzik. A stáblista közepén látható jelenetben a karperec furcsa fényt bocsát ki, majd Kamala helyet cserél Marvel Kapitánnyal. |     |                                        |                               |                                                                                        |                                  |

## A sorozat készítése

### Előkészületek
Joe Quesada, a Marvel Entertainment kreatív tanácsadója 2016 szeptemberében azt mondta, hogy vannak tervek Kamala Khan / Ms Marvel karaktere megjelenjen a médiában is, miután szokatlanul gyors sikert és népszerűséget aratott a képregényolvasók körében. 2018 májusában Kevin Feige, a Marvel Studios elnöke azt mondta, hogy egy Kamala Khanon alapuló MCU projekt "készül", és a 2019-es Marvel Kapitány című film után fog megjelenni, mivel Khan nagy Marvel Kapitány rajongó.
2019 augusztusára a Marvel Studios megkezdte a Ms. Marvel tévésorozat fejlesztését a Disney+ streaming szolgáltatás számára, melynek vezető írójának Bisha K. Alit szerződtették, miután a Loki című sorozat írójaként dolgozott. 2019-ben a D23 konferencián hivatalosan is bejelentették a sorozatot. 2020 szeptemberében Adil El Arbi és Bilall Fallaht szerződtették a sorozat két epizódjának rendezésére, Meera Menont egy epizód rendezésére, Sharmeen Obaid-Chinoy-t pedig három epizód rendezésére. Ali, El Arbi és Fallah a sorozat vezető producerei és szorosan együttműködtek a Marvel Studios-szal a sorozat fejlesztésében.

### Szereposztás
2020 szeptemberében Iman Vellani megkapta a címszereplő Ms. Marvel szerepét. A novemberi forgatási fotókon kiderült, hogy Matt Lintz is szerepet kapott a sorozatban. A következő hónapban a Marvel megerősítette, hogy Aramis Knight,  Saagar Shaikh, Rish Shah, Zenobia Shroff, Mohan Kapur, Yasmeen Fletcher, Travina Springer, Laith Nakli, Azhar Usman és Nimra Bucha is szerepelnek a sorozatban.

### Forgatás
2020. november elején kezdődött a forgatás a Trilith Studiosban Atlantában. A 2021 márciusa és áprilisa között New Jersey zajlott a forgatás. Tavasszal Bangkokban is forgattak. A sorozat forgatása 2021. május elején fejeződött be. 2022. január végén került sor az újraforgatásra.

## A karakter jövője
A sorozat hivatalos bejelentése során a D23-on Feige kijelentette, hogy a sorozat után a karakter átkerül az MCU filmekbe. Vellani megerősítette, szerepelni fog a 2023-as Marvelek című filmben. Emellett Shaikh, Shroff és Kapur újra eljátsszák Khan családtagjainak szerepét a Marvelekben.